# Thiago Galhardo
Thiago Galhardo (sinh ngày 20 tháng 7 năm 1989) là một cầu thủ bóng đá người Brasil.

## Sự nghiệp câu lạc bộ
Thiago Galhardo đã từng chơi cho Albirex Niigata.